# リトアニア年金受給者党
リトアニア年金受給者党（リトアニア語: Lietuvos pensininkų partija）は、リトアニアの政党である。
2007年、年金受給者の利益を守るため、カウナスで結党された。党首は、元兵士で民族主義党員だったヴィータウタス・ユルギス・カジース。
2000年の地方選挙ではリトアニア国民民主党 (Lietuvos nacionaldemokratų partija) と選挙連合を組んだ。
2016年リトアニア議会選挙では、リトアニア中道党 (LCP) とともに選挙連合「N・プテイキスとK・クリヴィツカスの反汚職連合」（Antikorupcinė N. Puteikio ir K. Krivicko koalicija、略称: APKK）を結成し、1議席を獲得した。獲得した1議席は中道党党首のナグリス・プテイキスに割り当てられたため、年金受給者党は議席を獲得しなかった。